# Alchemilla glaberrima
Alchemilla glaberrima é uma espécie de rosácea do gênero Alchemilla, pertencente à família Rosaceae.